# Элли, Брэдли
Брэ́дли Ке́вин Э́лли (англ. Bradley Kevin Ally, род. 11 декабря 1986 года) — барбадосский пловец. Победитель и призёр Игр Центральной Америки и Карибского бассейна, участник трёх Олимпиад.

## Карьера
Брэдли Элли родился на Барбадосе в 1986 году, но основной вклад в его развитие внёс американский тренер Грегг Трой, с которым Элли работал во время обучения во Флоридском университете.
В 2004 году Элли в семнадцатилетнем возрасте дебютировал на Олимпийских играх. в Афинах он выступал в двух брассовых и двух комплексных дисциплинах, но не проходил квалификационный раунд. Лучшим результатом барбадосца стало 23-е место на двухсотметровке комплексом.
Через два года на Играх Центральной Америки и Карибского бассейна в Картахене Элли стал триумфатором соревнований, завоевав три золотые и одну серебряную медаль. В 2007 году он стал бронзовым призёром Панамериканских игр.
На Олимпиаде в Пекине Брэдли Элли был знаменосцем сборной на церемонии открытия. Он выступил в двух комплексных видах программы. Оба раза он проходил квалификацию, но не смог пробиться в финальный заплыв: на дистанции 200 метров он был девятый, а на четырёхсотметровке — десятым.
На Олимпиаде в Лондоне Элли выступил в трёх дисциплинах, но не пробился даже в полуфинальный раунд соревнований.

## Выступления на Олимпийских играх
| Игры        | Комплексное плаванье 200 метров | Комплексное плаванье 400 метров | Брасс 100 метров | Брасс 200 метров | Спина 100 метров |
| ----------- | ------------------------------- | ------------------------------- | ---------------- | ---------------- | ---------------- |
| Афины-2004  | 23                              | 25                              | 41               | 35               | —                |
| Пекин-2008  | 9                               | 10                              | —                | —                | —                |
| Лондон-2012 | 22                              | 25                              | —                | —                | 40               |